# Vilmar da Cunha Rodrigues
Vilmar da Cunha Rodrigues (født 2. november 1982) er en brasiliansk fodboldspiller.